# Flitwick (Bedfordshire)
Flitwick  ist eine kleine Stadt mit gut 12.500 Einwohnern in der Grafschaft Bedfordshire, England, auf halbem Weg zwischen Bedford und Luton, von denen sie je gut 15 Kilometer entfernt liegt. 
Der Ort ist der erste Haltepunkt der Thameslink nach dem Verlassen von Bedford Richtung London und Brighton.